# محمود بلیغ
محمود بلیغ (زاده: ۱۳۵۰ خورشیدی، ولایت دایکندی) سیاستمدار افغانستانی، والی اسبق ولایت دایکندی و وزیر سابق وزارت فوائد عامه افغانستان در دولت وحدت ملی به ریاست جمهوری محمد اشرف غنی است. وی در سال ۲۰۱۵ توانست رای اعتماد پارلمان را کسب کند اما در ماه عقرب/آبان ۱۳۹۵ پارلمان افغانستان رای اعتماد خود را از وی پس گرفت. وی در ۴ میزان/مهر ۱۳۹۶ پس از برکناری معصومه مرادی به عنوان والی دایکندی تعیین شد و تا ۱ قوس/آذر ۱۳۹۷ در این سمت بود.

## زندگی‌نامه
محمود بلیغ زاده ۱۳۵۰ از ولایت دایکندی افغانستان است. وی مدرک لیسانس خود را در رشته مهندسی از دانشگاه تهران و مدرک ماستری/فوق لیسانس خود را در رشته ژئوتکنیک از دانشگاه امیر کبیر ایران کسب کرده‌ است. وی در سال ۱۳۸۱ و پس از سقوط طالبان به افغانستان بازگشت.

### فعالیت‌ها
- همکاری با شرکت‌های مهندسی ایرانی برای ساخت تونل آزاد راه تهران-شمال.[۱][۲]
- استاد دانشگاه پلی‌تکنیک کابل.[۲]
- معاونت یک شرکت مهندسی خصوصی ساختمانی، جاده‌سازی.[۲]
- مدیر مسئول روزنامه اقتدار ملی.[۲]
- کارشناس دارالانشای کمیسیون تدقیق قانون اساسی.[۲]
- ریاست دانشگاه ابن سینا.[۲]